# Mirollia javae
Mirollia javae är en insektsart som beskrevs av Andrej Vasiljevitj Gorochov 1998. Mirollia javae ingår i släktet Mirollia och familjen vårtbitare. Inga underarter finns listade i Catalogue of Life.